# Concerts de la Pléiade
Die Concerts de la Pléiade waren eine Konzertreihe, die ab 1943 in Paris während der deutschen Besetzung durchgeführt wurde. In den Konzerten wurden während des Kriegs ausschließlich, nach dem Krieg überwiegend Werke französischer Komponisten gespielt. Dazu gehörten viele Uraufführungen von unveröffentlichten Werken lebender Künstler. Nach manchen Quellen verstanden die Mitwirkenden die Konzerte als künstlerischen Akt des Widerstands. Der Name der Reihe spielt auf die Bibliothèque de la Pléiade an, eine Buchreihe mit repräsentativer französischer Literatur, deren Verleger Gaston Gallimard die Konzerte finanzierte. Die Konzerte wurden von der Filmregisseurin und -produzentin Denise Tual und dem Musikwissenschaftler André Schaeffner organisiert und nach dem Ende der Besetzung noch bis 1947 fortgesetzt.

## Konzeption der Konzerte
Die Idee zu den Concerts de la Pléiade entwickelten 1942 Gaston Gallimard, der Verleger der Nouvelle Revue Française, und Denise Tual, die zusammen mit André Schaeffner, Roger Désormière und Nadia Boulanger die Konzerte organisierte. Tual zufolge war es Gallimards Vorschlag, diesem Projekt den Namen der in seinem Verlag erscheinenden renommierten Bibliothèque de la Pléiade zu geben. Die Einladungen über das Netzwerk des Verlegers verschafften den Konzerten ein Publikum, zu dem nicht nur Musiker, sondern auch viele namhafte Schriftsteller, Kritiker und weitere Akteure des Kulturlebens gehörten.
Man gab den Pléiade-Konzerten in der Anfangszeit ausdrücklich den Untertitel „Französische Musik“ und beschränkte sich während der Dauer des Krieges konsequent auf französische Komponisten. Auffällig groß ist der Anteil von Werken, die zeitgenössische französische Dichtung vertonen. Dies wurde als passend für eine von einem Verleger finanzierte Konzertreihe, aber auch als typisch für die französische Musik der Gegenwart und als Manifestation der Selbstbehauptung in der Besatzungszeit empfunden.

## Historische Einordnung
Die Konzertreihe ist als Akt des künstlerischen Widerstands gegen die deutsche Besatzungsmacht beschrieben worden. Anderen Quellen zufolge sah Gallimard in der Musik vor allem eine unpolitische Kunstform. Sie bot ihm den unverfänglichsten Anlass, zu einer öffentlichen Versammlung im besetzten Paris einzuladen und so den intensiven persönlichen Austausch mit seinen Autoren aufrechtzuerhalten.
Denise Tual gibt in ihren Erinnerungen an, dass die Deutschen es ausdrücklich verboten hätten, unveröffentlichte Werke französischer Komponisten in öffentlichen Konzerten zu spielen, weswegen die Konzerte nur für Zuhörer mit persönlichen Einladungen stattfinden konnten. Im Gegensatz dazu schrieb Leslie Sprout 2002: „Tatsächlich existierte niemals ein solches Verbot zeitgenössischer französischer Musik oder der Moderne im Allgemeinen in Frankreich. Paris war ein internationales Aushängeschild für das Dritte Reich, und die Fortsetzung des aktiven und vielfältigen Kulturlebens war unverzichtbare Propaganda dafür, wie ein neues Europa unter Naziherrschaft aussehen würde. Die deutschen Machthaber hofften, dass eine nachgiebige Haltung gegenüber der französischen Kultur zur Kollaboration ermutigen würde.“ Doch auch wenn die Aufführung neuer französischer Werke nicht generell untersagt war, waren die Bedingungen dafür zumindest nicht günstig. Die Deutschen beaufsichtigten und kontrollierten in Zusammenarbeit mit dem Vichy-Régime das künstlerische Leben und schlossen insbesondere jüdische Künstler völlig davon aus.
Für Musiker entstanden durch Auftritte bei den Concerts de la Pléiade in der Regel keine Probleme. Viele nahmen sowohl Engagements bei den Pléiade-Konzerten als auch bei Konzerten des deutschen Radio Paris wahr. Der Dirigent Maurice Hewitt beteiligte sich stark an der Organisation der Pléiade-Konzerte. Er trat in beiden Konzertreihen auf und war zugleich in der Résistance aktiv, bis er verhaftet und deportiert wurde.
Vergleichbare Initiativen in anderen Ländern waren die von Paul Collaer organisierten Konzerte der Société privée de musique de chambre zwischen 1942 und 1944 in Belgien sowie die Konzertreihen von Myra Hess, Hilda Bor und der City Music Society in London.

## Konzertprogramme
Im Rahmen der Concerts de la Pléiade gab es sechzehn Konzerte mit über 90 Uraufführungen zwischen dem 8. Februar 1943 und dem 22. Mai 1947. Die ersten fünf Konzerte fanden für geladene Gäste in der Galerie d’art Charpentier in Paris statt. Ab Juni 1943 wurden die Konzerte öffentlich an verschiedenen Pariser Veranstaltungsorten organisiert, z. B. in der Salle Gaveau, im Konzertsaal des Conservatoire oder im Théâtre des Champs-Élysées.
Die Konzertprogramme bestanden im Wesentlichen aus klassischer und moderner französischer Musik, darunter immer wieder auch Werke junger und zum Teil wenig bekannter Komponisten. Noch unveröffentlichte Werke gehörten dazu wie z. B. Francis Poulencs Chansons villageoises (am 28. Juni 1943), Jean-Jacques Grunenwalds Concert d’été und André Jolivets Poèmes intimes auf Texte von Louis Émié, gesungen von Pierre Bernac (am 4. April 1944). Zu den Komponisten gehörten weiterhin Henri Sauguet, Jean Françaix, Henri Dutilleux, Igor Stravinsky, Maurice Ravel, Georges Auric und Maurice Delage. Unter den jüngeren Komponisten sind die Boulanger-Schüler Léo Preger und Michel Ciry zu nennen, außerdem Raymond Gallois-Montbrun oder Émile Damais. Darius Milhaud, dessen Werke während des Kriegs nicht aufgeführt werden durften, erscheint im Programm des 21. April 1945 mit seinen Quatrains valaisans auf Gedichte von Rainer Maria Rilke und erneut am 7. Dezember 1945.
Nach dem Kriegsende wurde die Beschränkung auf französische Komponisten aufgegeben. Der erste der wenigen Beiträge ausländischer Komponisten war im Konzert vom 23. November 1945 Benjamin Brittens Les Illuminations auf Texte von Arthur Rimbaud.
Zu den wichtigsten Uraufführungen gehören diejenigen zweier Werke von Olivier Messiaen. Am 10. Mai 1943 spielte der Komponist zusammen mit Yvonne Loriod zum ersten Mal seine Visions de l’Amen. Auch seine Trois petites liturgies de la présence divine erklangen erstmals in einem Pléiade-Konzert am 21. April 1945.
Ein großer Anteil der Werke entstand nach zeitgenössischen literarischen Vorlagen. In diesem Sinn bildete die Pariser Erstaufführung von Francis Poulencs Kantate Figure humaine für zwei gemischte Chöre a cappella den symbolischen Abschluss des letzten Concert de la Pléiade am 22. Mai 1947. In ihr waren Gedichte aus Paul Eluards während des Kriegs entstandener Sammlung Poésie et vérite vertont.
Zu den Künstlern, die in den Konzerten auftraten, gehörte das von Maurice Hewitt gegründete und geleitete Orchestre Hewitt, das Orchestre de la Société des concerts du Conservatoire unter der Leitung von Fernand Lamy (Mitgründer der Jeunesses Musicales de la France), André Cluytens, Charles Münch und Roger Désormière. Wiederholt traten die Chöre von Émile Passani und Yvonne Gouverné auf. Bei den Sängern sind Irène Joachim und Jacques Jansen erwähnenswert.